# Route nationale 1113
Die Route nationale 1113, kurz N 1113 oder RN 1113, ist eine französische Nationalstraße, die an die Stelle der Route nationale 113 oder der Route nationale 21 trat.

## Historische Streckenverläufe
Von 1987 bis 2006 war die heute als Route départementale 6113 klassifizierte Rocade du Nord der Stadt Carcassonne entlang des Südufers des Flusses Fresquel vom Quartier Cucurlis bis zum Gewerbegebiet im Nordosten als Route nationale 1113 beschildert.
In Vitrolles war ein Teil der heutigen Autoroute A7 (Autoroute du Soleil) im Stadtgebiet als Route nationale 1113 beschildert. Die Strecke war 1973 gebaut worden und seit 1989 als N 1113 gewidmet. Durch die Lückenschlüsse wurde das Teilstück dann im Jahre 2006 zur Autobahn hochgestuft.

## Streckenverlauf
Der heutige Streckenverlauf beginnt nordwestlich der Stadt Agen auf dem Gemeindegebiet von Colayrac-Saint-Cirq am Kreisel mit der Route nationale 1021 und führt dann in südwestlich-südlicher Richtung an der Garonne als Voie sur Berge entlang. Nach etwa fünf Kilometern endet die Strecke am Kreisel mit der Route nationale 21.